# Giancarlo Civita
Giancarlo Francesco Civita (São Paulo, 17 de novembro de 1964) é um empresário brasileiro, ex presidente do Grupo Abril. Atuava como presidente do Conselho de Administração do Grupo Abril, Charmain da AbrilPar e Conselheiro da Fundação Victor Civita.

## Biografia
Giancarlo Francesco Civita é filho de Roberto Civita, criador da revista VEJA, e neto de Victor Civita, fundador do Grupo Abril. Mais conhecido como Gianca, é formado em Comunicação Social pela ESPM, com pós-graduação em Administração pela Harvard Business School.
Ingressou na Abril em 1982 como trainee na Gráfica do Grupo. A partir de 1990, foi, sucessivamente, Diretor de Programação da TVA, Diretor Geral da MTV, , Vice-Presidente da Divisão Entretenimento e Vice-Presidente da Unidade Jovem. Em fevereiro de 2003, afastou-se da rotina executiva do Grupo para assumir a Vice-Presidência do Conselho de Administração da Abril e, em 2006, tornou-se Vice-Presidente Executivo. Em março de 2007, assumiu a Presidência Executiva do Grupo Abril e,em setembro de 2011, passou a atuar como Vice-Chairman da Abrilpar.

Após a morte de Roberto Civita, em 2013, Gianca assumiu as funções do pai presidente do Conselho de Administração do Grupo Abril e Chairman da Abrilpar. Interinamente atuou como Diretor Editorial da Editora Abril, cargo hoje ocupado por seu irmão, Victor Civita.